# Coupe de France 1920/1921
Čtvrtý ročník Coupe de France (francouzského poháru) se konal od 19. září 1920 do 24. dubna 1921. Celkem turnaj hrálo 202 klubů.
Trofej získal poprvé v klubové historii Red Star FC, který ve finále porazil Olympique de Paris 2:1.